# Кок (обтічник)

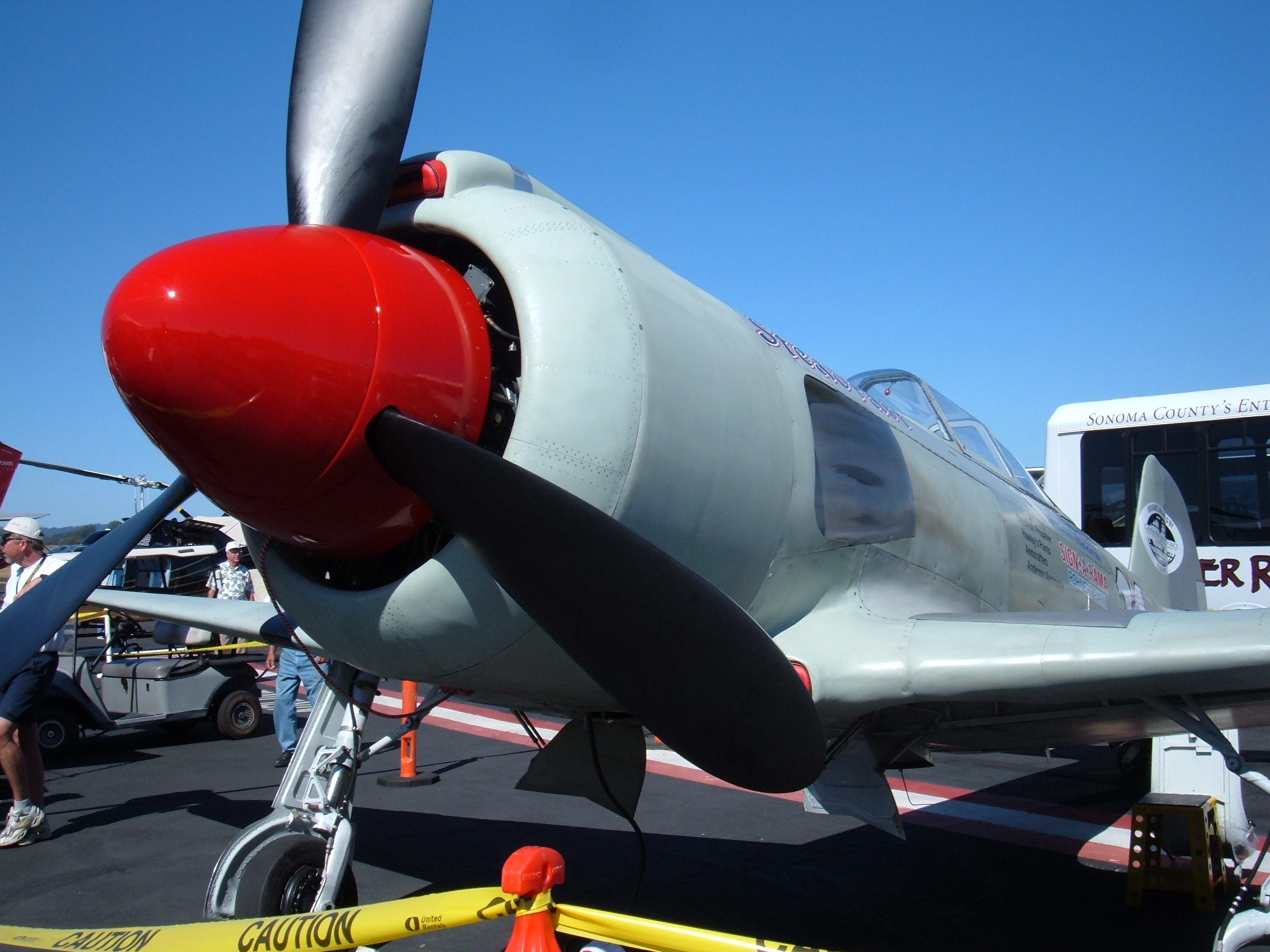
Червоний кок на репліці винищувача Як-3У з двигуном повітряного охолодження.

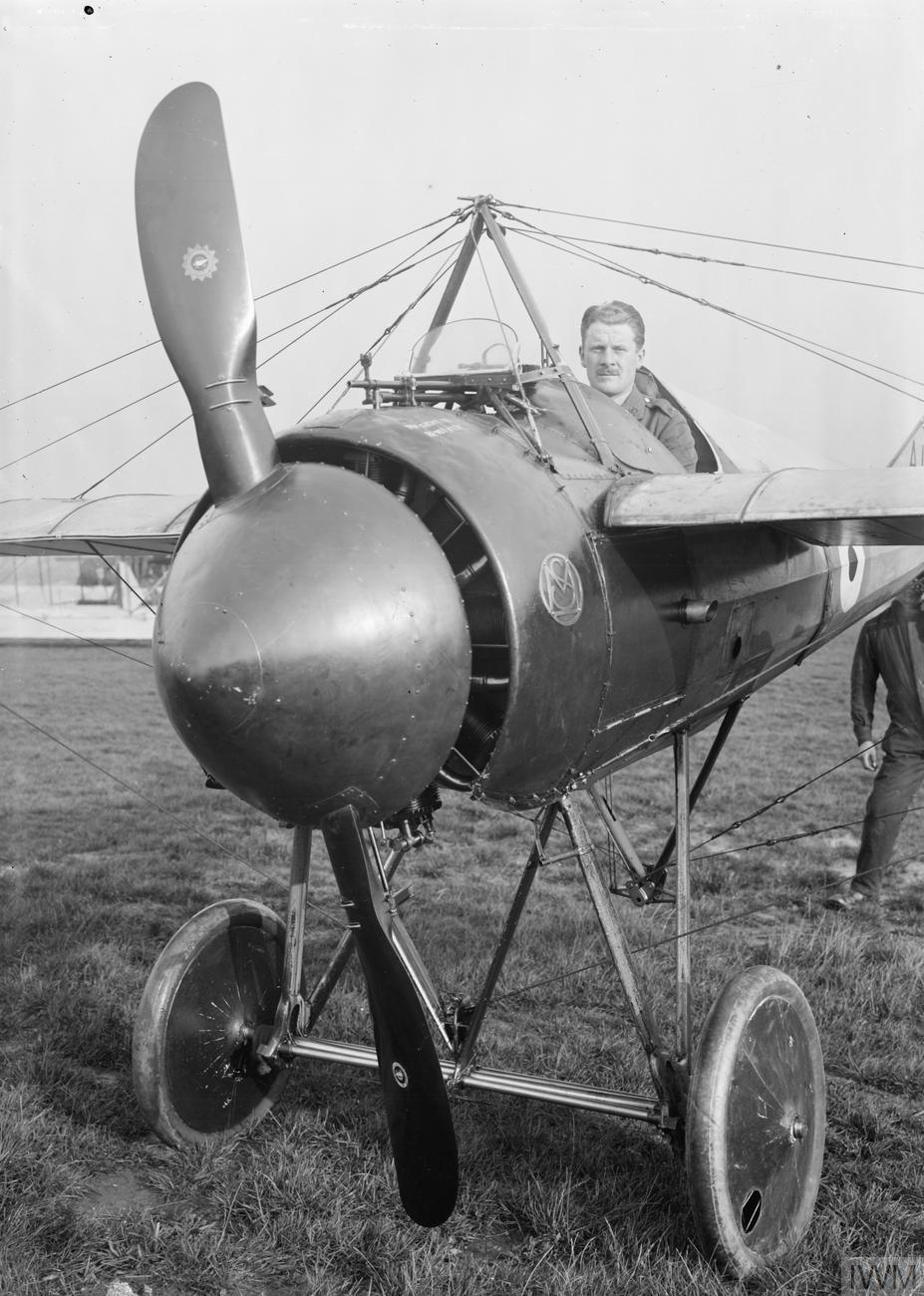
Великий кок на винищувачі Morane-Saulnier N

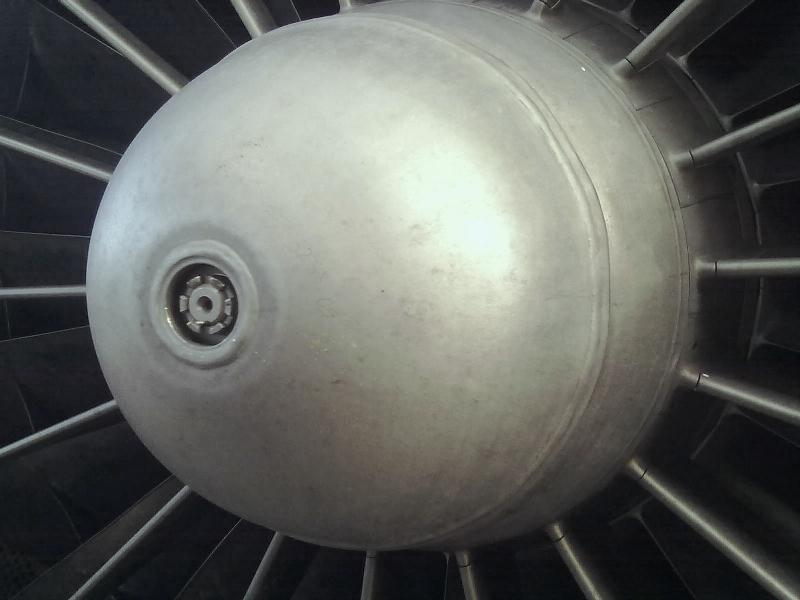
Кок ВНА турбореактивного двигуна

Кок (від фр. cocon — «оболонка») — обтічник повітряного гвинта або вентиляторного колеса турбіни, що застосовується для зменшення лобового опору рушія. Як правило, має конічну або напівсферичну форму. Всередині кок порожнистий, оскільки прикриває собою втулку гвинта для плавного поділу ліній потоку на вході в двигун і зменшення лобового опору.
Штовхаючі пропелери і гребні гвинти кораблів також оснащуються коками для кращої обтічності.